# Elatobium momii
Elatobium momii är en insektsart. Elatobium momii ingår i släktet Elatobium och familjen långrörsbladlöss. Inga underarter finns listade i Catalogue of Life.